# These Are The Days of Our Lives
"These Are the Days of Our Lives" é uma canção da banda de rock Queen, escrita em grande parte pelo baterista Roger Taylor, também sendo a oitava faixa do álbum Innuendo. Trata-se harmonicamente e estruturalmente uma das mais simples canções do catálogo da banda. Os teclados foram programados pelos quatro membros da banda no estúdio, enquanto a conga e percussão foi gravado por seu produtor David Richards. Taylor a compôs em homenagem ao seu filho, mas a música ganhou outra conotação, devido ao estado terminal de Freddie Mercury, em virtude da AIDS.
A faixa foi lançada como single nos Estados Unidos em 5 de setembro de 1991 (que foi o último aniversário que Freddie Mercury comemorou vivo) e como duplo A-side single no Reino Unido, três meses depois, em 9 de dezembro, na sequência da morte de Mercury, no B-Side, "Bohemian Rhapsody". O single estreou em # 1 na parada de singles do Reino Unido. A canção foi premiado com um Brit Award para "Melhor Single ", em 1992.
"These Are the Days of Our Lives" tem um certa similarmente temática com uma música do Queen de 1975, "Love of My Life", pois a música usa duas vezes a linha "Still Love you". No final da canção, Mercury simplesmente fala as palavras, como ele costumava fazer em versões ao vivo de "Love of My Life".

## Vídeo da música
O vídeo foi o último de Freddie Mercury vivo. Já em fase final de sua batalha contra a  AIDS, Freddie estava visivelmente abatido, fraco, pálido, totalmente esgotado fisicamente, o que tornou necessária uma pesada camada de maquiagem para esconder as lesões causadas pela AIDS em seu rosto, e em algumas cenas, a filmagem acabou tendo de ser feita em preto e branco.
A maioria das imagens usadas no vídeo foram filmadas por Rudi Dolezal e Rossacher Hannes da Doro Productions em 30 de maio de 1991.

## Ficha técnica
- Freddie Mercury - vocais
- Brian May - guitarra
- Roger Taylor - bateria, percussão, teclado
- John Deacon - baixo
- David Richards - teclados